# Марин, Евгений Никифорович
 Евге́ний Ники́форович Мари́н (1778—1843) — полковник Русской императорской армии, из дворянского рода Мариных, участник сражений под Аустерлицем, Гейсбергом и Фридландом.

## Биография
Родился в 1778 году в семье полковника, губернатора Никифора Михайловича Марина. Мать — Марья Ивановна, урождённая Невежина (1758—1782), скончалась, когда сыну было 4 года.
Евгений Марин поступил на службу 28 июня 1794 года вице-вахмистром в Конную гвардию, а 4 февраля 1799 года переведён в Кавалергардский корпус кавалергардом. Во время службы в кавалергардах Марин был произведен в унтер-офицеры, а 10 октября 1799 года переведен корнетом в лейб-гвардии Конный полк.
В этом полку Марин прослужил до выхода в отставку из военной службы, и в 1802 году он был произведён в поручики, в 1803 году — в штабс-ротмистры, а в 1804 году — в ротмистры. Марин принимал участие в Аустерлицком сражении и награждён орденом Святой Анны 3-й степени В кампании 1807 года он участвовал в делах при преследовании неприятеля до реки Пасарги 24 и 25 мая.
Участвовал в сражениях под Гейльсбергом и Фридландом, за отличие в последнем пожалован орденом Святого Владимира 4-й степени и прусским орденом Pour le Mérite. 29 июня 1808 года Марин был уволен со службы с производством в полковники и с мундиром. По выходе в отставку Марин поселился в Воронеже.
В Воронеже Марин служил по выборам дворянства. В 1814 году женился на дочери воронежского предводителя дворянства А. Б. Сонцова, Варваре, которая была моложе его на 7 лет. Варвара Александровна умерла в 1835 году, Марин пережил жену на 8 лет и скончался от рожи на ноге 14 июня 1843 года. Похоронен рядом с женой в Воронеже на Чугуновском (Вознесенском) кладбище при Вознесенской церкви.

## Семья
- Отец Марин, Никифор Михайлович,
- брат Марин, Сергей Никифорович
- брат Марин, Аполлон Никифорович.
- Дети:
- Александр (1816—1887) — служил в Преображенском полку, но довольно рано по семейным обстоятельствам ушел в отставку, жил в своем Трехсвятском имении Землянского уезда Воронежской губернии[4].
- Сергей (1818—1897) — гвардейский штабс-ротмистр, библиофил, имел значительную библиотеку и коллекцию западноевропейской гравюры[4].
- Пётр (1821—1866) — штабс-капитан
- Николай (1822) — умер в младенчестве.
- Владимир (1830-?)
- Анна (1818—1826)
- Мария (1820—1853) — замужем за Александром Яковлевичем Мишковским. Бабушка историка Гоздаво-Голомбиевского, Александра Александровича.
- Екатерина (1823—1827)
- Зинаида (1824 -?) — замужем за Н. И. Данилевским.
- Варвара (1826) — умерла в младенчестве.

## Награды
- Орден Святой Анны 2-й ст.
- Pour le Mérite
- Орден Святого Владимира 4-й ст.